# کوره کول پزی
کوره کول پزی مربوط به دوره قاجار است و در شهرستان گرمسار، بخش ایوانکی، دهستان ایوانکی، شرق جاه آسفالته شهر ایوانکی به روستای چشمه نادی واقع شده و این اثر در تاریخ ۲۶ اسفند ۱۳۸۷ با شمارهٔ ثبت ۲۶۰۵۳ به‌عنوان یکی از آثار ملی ایران به ثبت رسیده است.